# Lucienne Malovry
Lucienne Malovry née Latallerie le 11 avril 1931 dans le 10e arrondissement de Paris et morte le 22 septembre 2024 à Correns (Var), est une femme politique française, sénatrice du Val-d'Oise (2004-2011) et maire de Cormeilles-en-Parisis (1995-2008).

## Biographie
Maire de Cormeilles-en-Parisis de 1995 à 2001 et réélue de 2001 à 2008, à la tête de listes composées de RPR et d'UDF. Lors de sa première élection, en 1995, elle avait affronté son prédécesseur Jean Ferrier dans un combat fratricide « droite contre droite » qui avait failli donner la ville, pour la première fois depuis un demi-siècle, à la liste de gauche conduite par Philippe Doucet.
Lucienne Malovry devient sénatrice le 2 novembre 2004 en remplacement de Nelly Olin, qui laisse son siège à son entrée dans le Troisième gouvernement de Jean-Pierre Raffarin. Elle ne s'est pas représentée en septembre 2011.
Elle ne se représente pas aux élections municipales de 2008, qui ont à nouveau vu l'affrontement d'une liste divers droite, menée par son ancien adjoint Yannick Boëdec et qui remporte l'élection, contre une liste investie par l'UMP, une liste Modem et une liste PS.